# شهرستان نیشابور
شهرستان نیشابور یکی از شهرستان‌های استان خراسان رضوی است. شهر نیشابور مرکز این شهرستان است. شهرستان نیشابور پس از شهرستان مشهد به عنوان دومین شهرستان پرجمعیت در خراسان و سومین شهر پرجمعیت شرق کشور شناخته می‌شود. این شهرستان در تاریخ ۱۳۲۰ از شهرستان مشهد جدا و مستقل شده است. این درحالی است که شهرستان مشهد در تاریخ ۱۳۱۶ در دومین قانون تقسیمات کشوری ایران ایجاد گردید.

## جغرافیا
این شهرستان در حد فاصل مدار ۳۶ درجه و چهل دقیقه تا ۳۶ درجه و۵۰ دقیقه و طول جغرافیایی ۵۸ درجه و۱۵ دقیقه تا ۵۹ درجه و ۱۵ دقیقه قرار گرفته و از شهرستان‌های شمالی استان خراسان رضوی می‌باشد. شهرستان نیشابور، از شمال با شهرستان قوچان و شهرستان چناران و از شرق با شهرستان مشهد از جنوب با شهرستان میان‌جلگه و شهرستان کوهسرخ و شهرستان کاشمر و از غرب با شهرستان فیروزه و شهرستان خوشاب از شمال غرب با شهرستان فاروج از استان خراسان شمالی مرتبط است و در مسیر جاده ابریشم و مسیر ترانزیتی تهران-مشهد-افغانستان واقع می‌باشد. سالانه میلیون‌ها زائر حرم علی بن موسی‌الرضا از آن عبور می‌کنند و همچنین از طریق دو جاده فرعی به قوچان، کاشمر و بردسکن نیز متصل است. در نتیجه این شهرستان، از موقعیت ژئوپلیتیک بسیار خوبی برخوردار می‌باشد.

## آب و هوا
هوای بخش‌های بار و سرولایت، قدمگاه، فدیشه و حومه معتدل و هوای قراء و قصباتی که در کوه و دره‌های بینالود واقع شده‌اند سرد است، لیکن دهستان عشق‌آباد و طاغنکوه که در جنوب این شهرستان قرار دارند شوره زار و گرمسیر است به خصوص در فصل بهار و پائیز بادهای شدیدی در این محل می‌وزد، در بعض سال‌ها بر اثر شدت وزش باد قسمتی از زراعت اهالی زیر شن مستور می‌شود.
آب و هوای نیشابور در شمال و جنوب متفاوت است. چگونگی آب و هوای نیشابور توسط دو عامل تعیین می‌شود:
- با توجه به توده‌های مهم هوا (جریان‌های هوایی سیبری، مدیترانه‌ای، شمالی و غربی اقیانوس اطلس، موسمی اقیانوس هند و صحرایی عربستان) که به‌طور کلی شمال شرق کشور را تحت تأثیر خود قرار می‌دهند.
- ارتفاع و جهت رشته کوه‌های بینالود و کوهسرخ که دشت نیشابور را احاطه کرده‌اند.

تابستان‌های خشک و گرم. زمستانی سرد و کوتاه از خصوصیات آب و هوایی منطقه نیشابور می‌باشد. با توجه به اختلاف زیاد ارتفاع (حدود ۲۳۰۰ متر) بین دشت نیشابور و کوه‌های منطقه، شرایط خاص آب و هوایی در این شهرستان حاکم بوده است. در شمال که کوهستانی است هوا نسبتاً سرد است. درفصول بهار و پاییز وزش بادهای شدید موسمی و محلی، اراضی مزروعی و محصولات کشاورزی دستخوش آسیب و آفت می‌گردد و همچنین تفاوت آب و هوای نیشابور به‌خاطر وسعت بسیار چشمگیرش می‌باشد؛ مثلاً سرولایت از نواحی کوهستانی حدود قوچان هوایی به مراتب سردتر از بلوک عشق آباد، منطقهٔ کویری دارد.

## زمین‌شناسی

مقایسهٔ نسبی میزان خطر زمین‌لرزه در نقاط مختلف ایران؛ نقاط قرمزتر نقاطی هستند که شتاب حداکثر جنبش زمین در آن‌ها بیش‌تر است.

در ناحیه شمال شرقی ایران دو زون مجزا از هم به نام‌های بینالود و کپه داغ - هزارمسجد دیده می‌شود که به باور برخی از زمین شناسان آن را بخشی از زون البرز می‌دانند به‌طوری‌که تقسیم‌بندی‌هایی که توسط نبوی و اشتوکلین برای واحدهای زمین‌شناسی و ساختمانی ایران صورت گرفته است، زون البرز را از نظر زمین‌شناسی به سه قسمت تقسیم کرده‌اند،
1. زون کپه داغ
2. زون البرز مرکزی
3. البرز غربی و آذربایجان

به نظر آنان زون بینالود بخشی از البرز محسوب می‌شود که حد غربی آن به زون البرز مرکزی محدود می‌شود. واحد بینالود - آلاداغ وسیلهٔ فرورفتگی کشف رود اترک از واحد کپه داغ جدا شده و به موازات آن امتداد یافته است و حد جنوبی ان را گسل میامی یا شاهرود و حد غربی را گسل سمنان تشکیل می‌دهد. زون بینالود قسمت‌هایی از شهرستان‌های مشهد، نیشابور و سبزوار را شامل می‌گردد، ولی چون سنگ‌های دگرگون شده و آذرین این زون در درون افغانستان نیز ادامه دارد. حد شرقی آن را ادامهٔ هندوکش غربی در افغانستان در نظر می‌گیرند. رسوب‌های کربونیفر در بینالود، شامل مجموعه‌ای از ماسه سنگ کوارتزیتی سیاه رنگ و شیل است که تا اندازه‌ای شبیه تشکیلات سر در (طبس - ایران مرکزی) است. در بینالود رسوبات تریاس تشخیص داده نشده است و تنها در منطقه آق دربند، رسوبات شیل و ماسه سنگ همراه با آهک‌های فسیل دار وجود دارد که به تریاس میانی و فوقانی نسبت می‌دهند. با توجه به اینکه رسوب‌های ژوراسیک در اکثر مناطق بینالود به‌طور هم شیب روی رسوب‌های پالئوزوئیک و مجموعهٔ دگرگونی همین دوره قرارگرفته‌اند، حالت پلتفرمی منطقه بینالود تقریباً تا ژوراسیک ادامه پیدا می‌کند. رسوب‌های کرتاسه آن نیز شبیه البرز و رخسارهٔ آهکی دارد. احتمالاً دریای لیاس در بینالود با ایران مرکزی ارتباط داشته و رسوبات آهکی کرتاسه که مشابه البرز می‌باشد، در جنوب غربی قشلاق بر روی گرانیت‌های مشهد قرار می‌گیرد.

## تقسیمات کشوری
این شهرستان طبق آخرین تقسیمات کشوری ایران متعلق به استان خراسان رضوی بوده. شهرستان نیشابور پس از شهرستان مشهد به عنوان دومین شهرستان پرجمعیت خراسان رضوی شناخته می‌شود و خود شامل سه بخش، چهار شهر و ۱۳ دهستان به شرح زیر می‌باشد:
- بخش مرکزی به مرکزیت شهر نیشابور شامل دهستان‌های دربقاضی به مرکزیت روستای خوجان، ریوند به مرکزیت روستای شادمهرک، مازول به مرکزیت روستای قطن آباد و فضل به مرکزیت روستای ابوسعدی
- بخش سرولایت به مرکزیت شهر چکنه و شامل دهستان‌های سرولایت به مرکزیت روستای عبدالله گیو و دهستان برزنون به مرکزیت شهر برزنون.

## بخش‌ها و دهستان‌ها به تفکیک
- بخش مرکزی شهرستان نیشابور
  - دهستان بینالود
  - دهستان درب قاضی
  - دهستان ریوند
  - دهستان فضل
  - دهستان مازول

شهرها: نیشابور، بار
- بخش سرولایت
  - قزل قلعه
  - دهستان سرولایت
  - دهستان برزنون

شهر: چکنه، برزنون
جلگه نیشابور از شمال و شرق به ارتفاعات بینالود، از جنوب به ارتفاعات شهرستان کوهسرخ و چهل تن تربت حیدریه و از غرب به کویر سبزوار ختم می‌شود و از حاصلخیزی بسیار بالایی برخوردار است. اکثر مناطق حاصلخیز و پرجمعیت در شمال این شهرستان قرار دارند، به‌طوری‌که ۶ شهر از هفت شهر آن نیز در این منطقه واقع شده‌اند و رودخانه‌های بسیاری در آن جریان دارند که مهم‌ترین آن‌ها رودخانه کال شور سبزوار است که از ارتفاعات این شهرستان سرچشمه گرفته و پس از عبور از شهرستان سبزوار به دشت کویر می‌ریزد و سایر رودخانه‌ها عبارت‌اند از درود، خور، بوژان، باغرود، میرآباد، طاغان، بار، بقیع و سرولایت. بلندترین قله این شهرستان، بینالود با ارتفاع ۳۲۱۱ متر است که به بام خراسان شهرت دارد و در نزدیکی روستای میرآباد قرار دارد. سایر قلل عبارت‌اند از شیرباد به ارتفاع ۳۳۳۹ متر، طاغنکوه به ارتفاع ۳۰۶۹ متر، بقیع (۲۷۱۳ متر)، عطائیه (۲۳۱۰ متر)، گرماب (۲۰۷۶ متر).

تصاویری از برخی دریاچه‌های شهرستان نیشابور
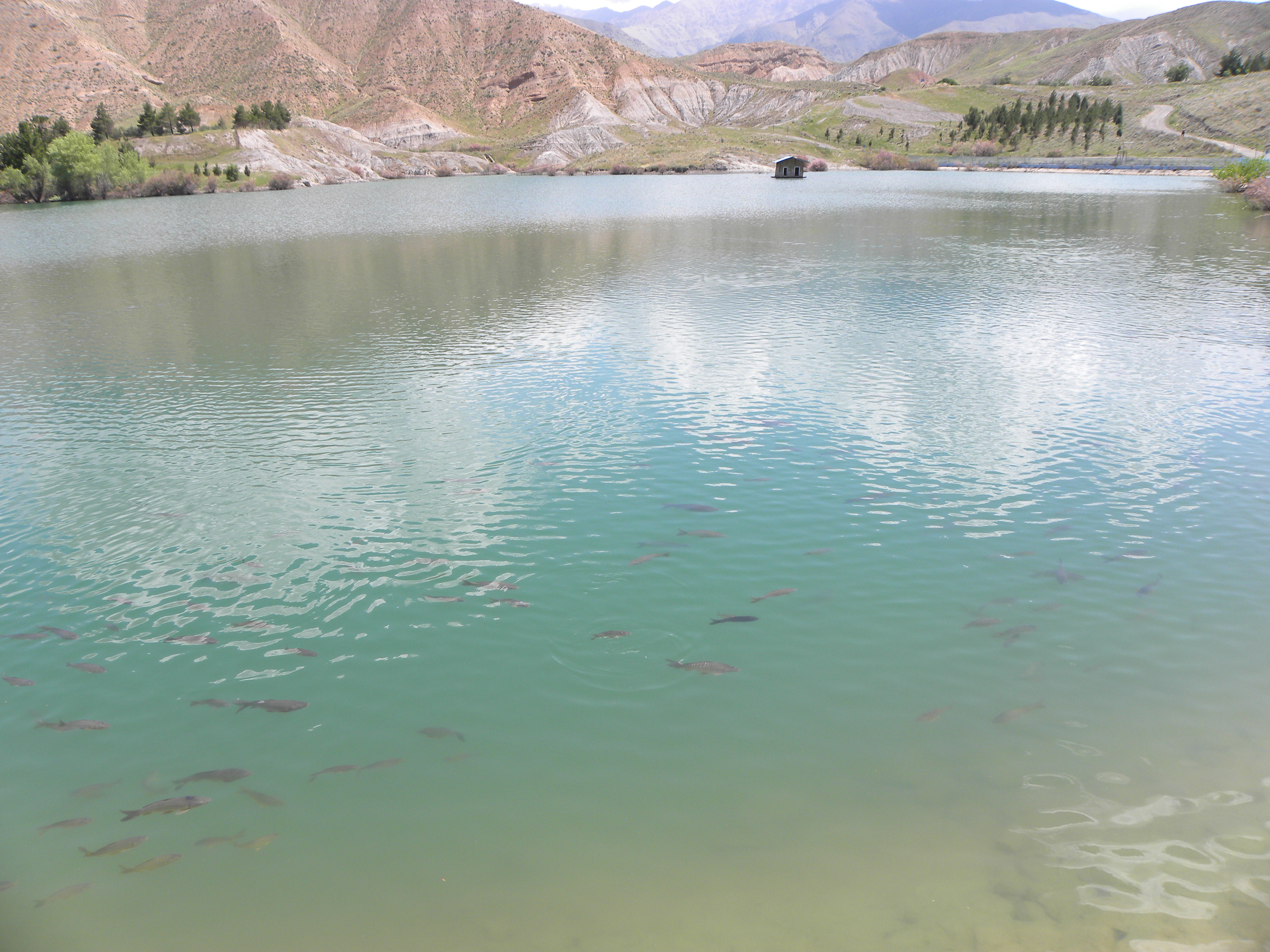
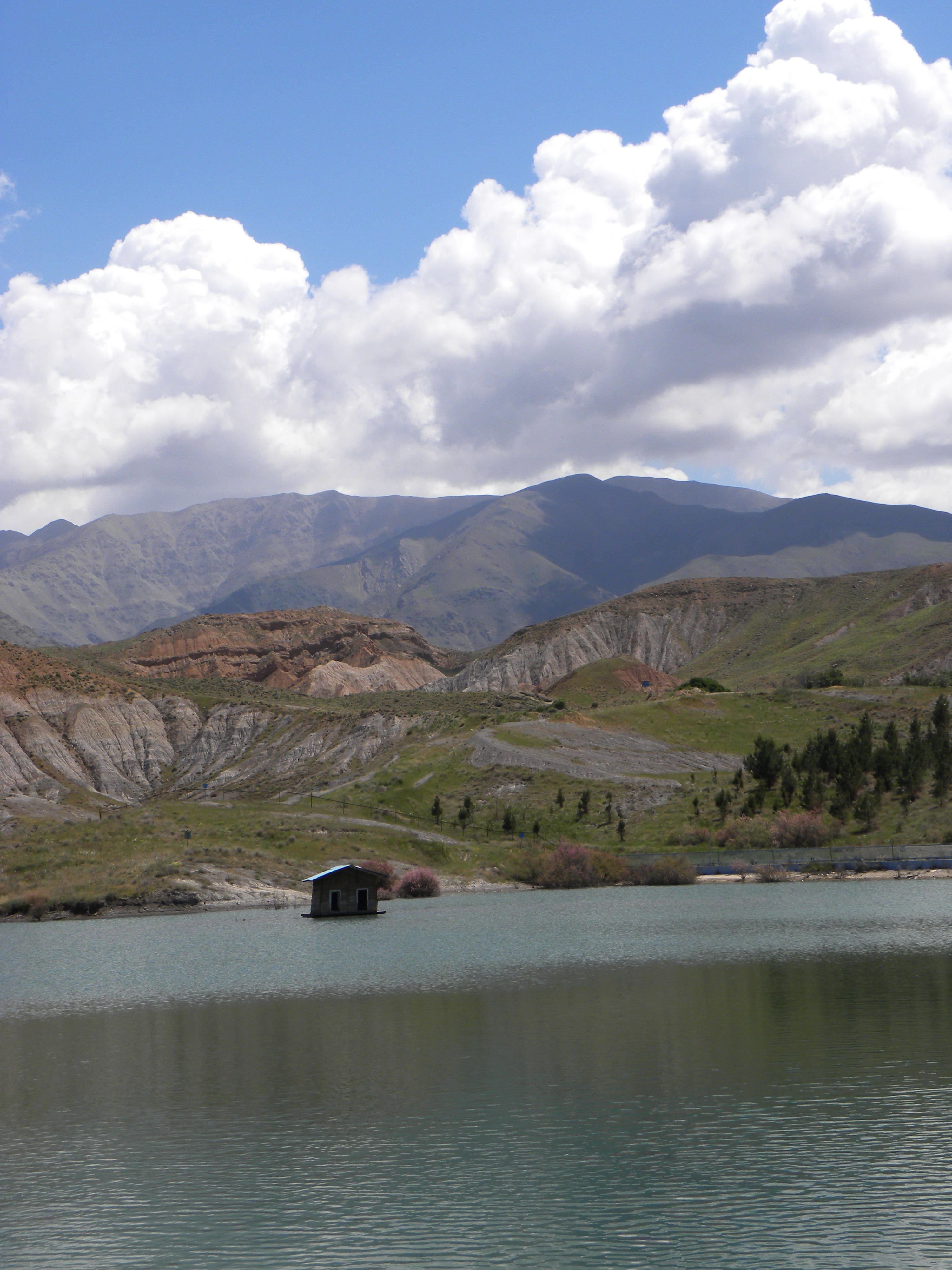
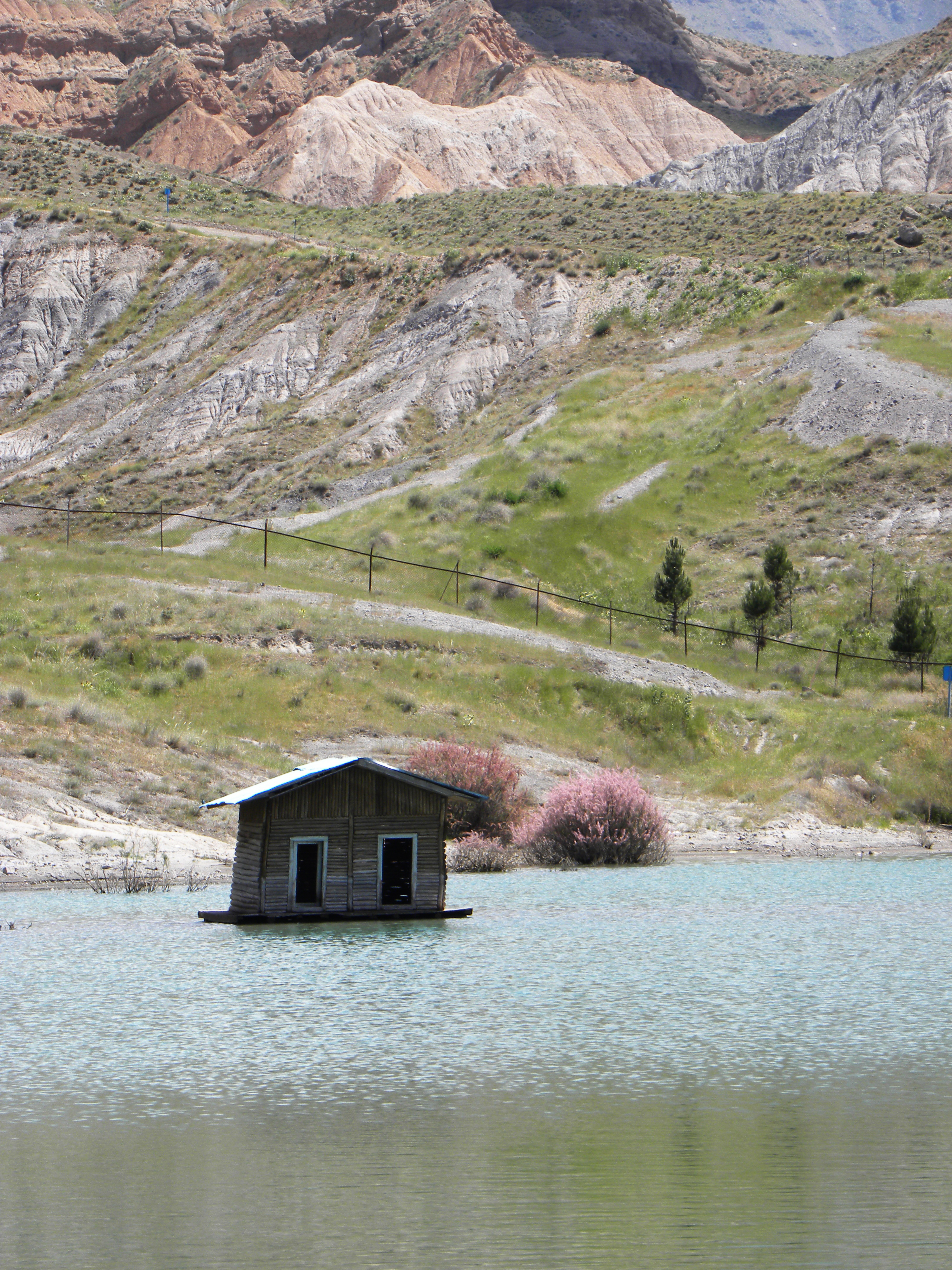
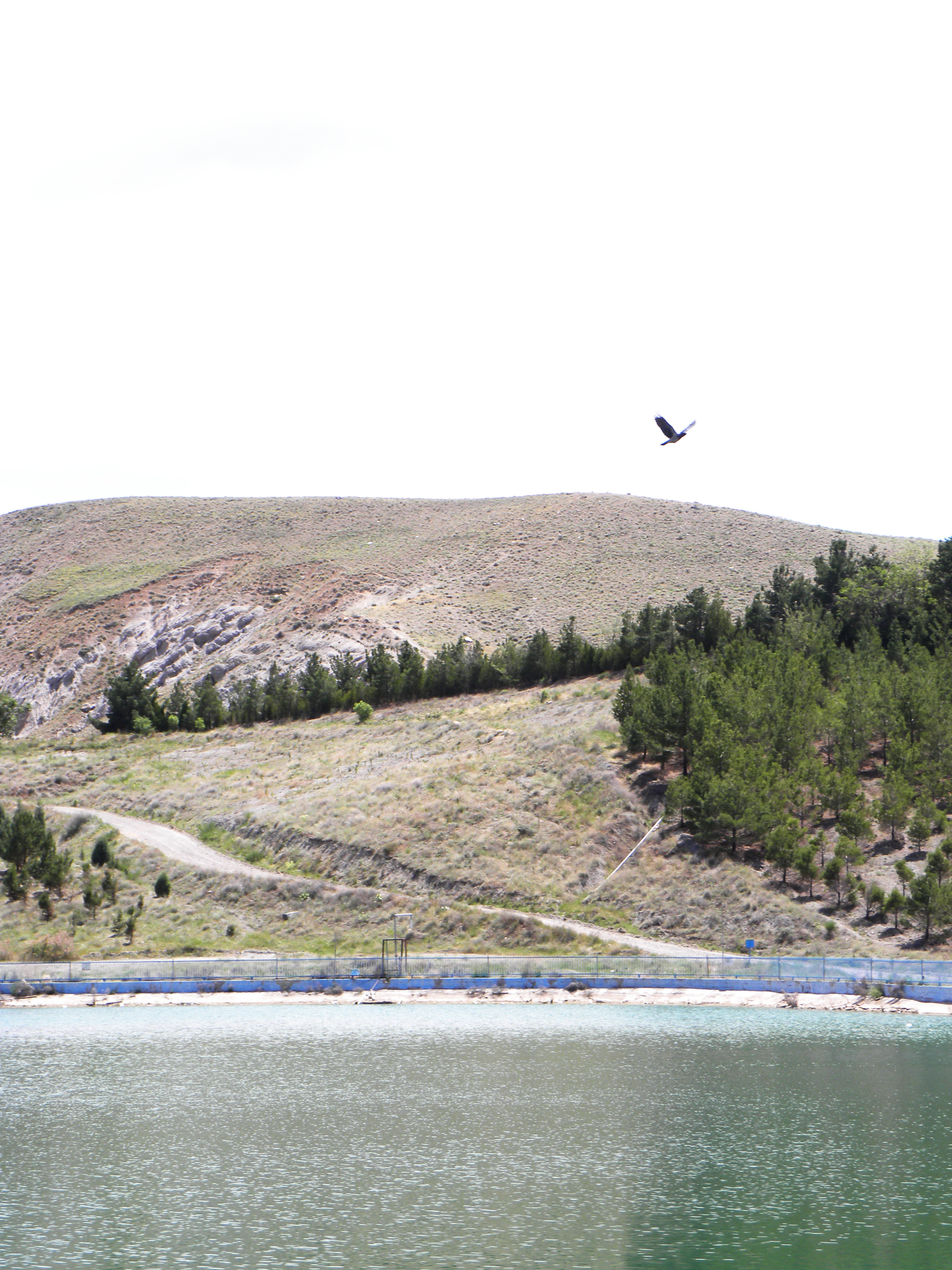
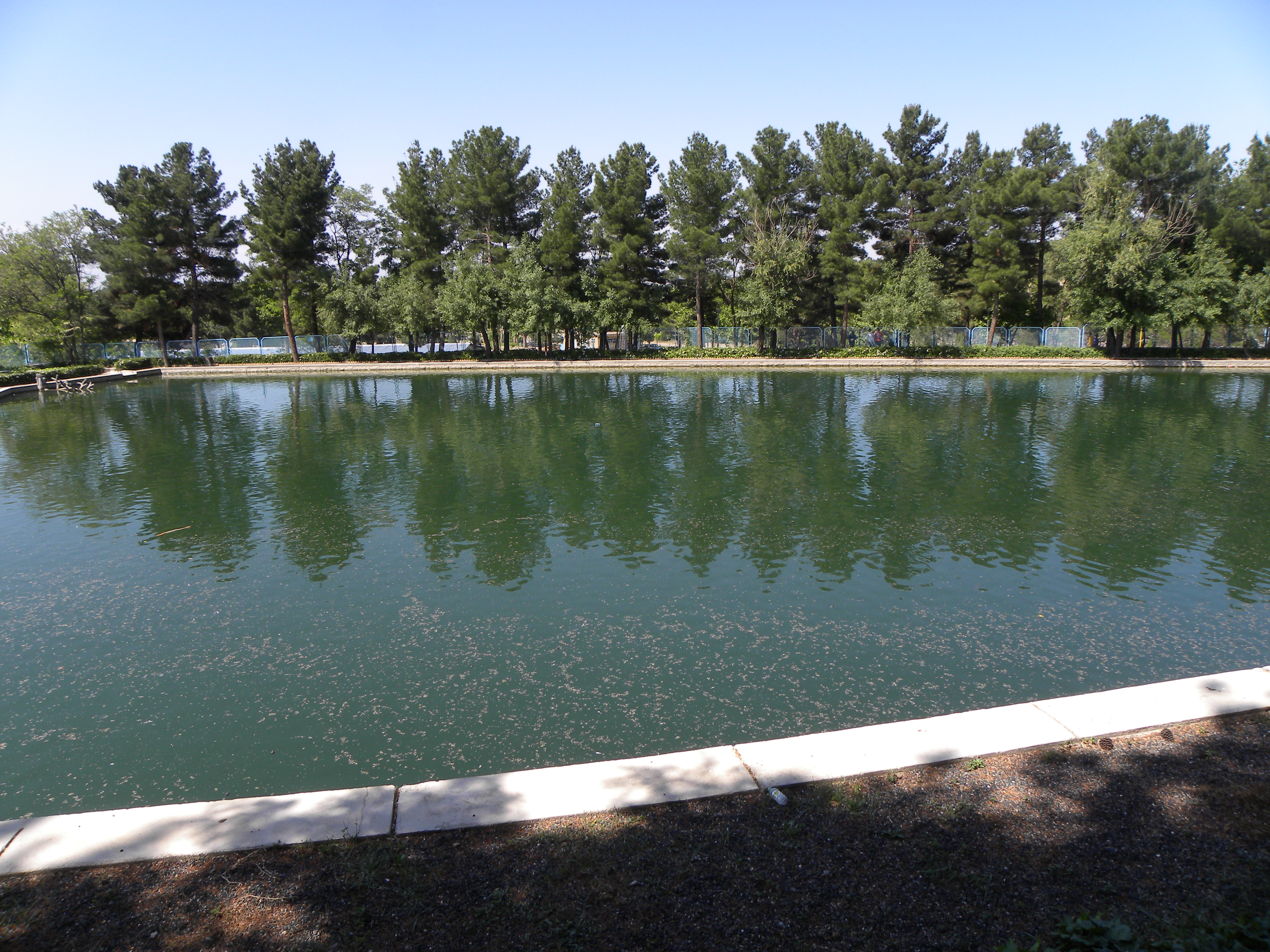

## دین و مذهب
This template is currently non-functional due to T39256.

مسلمانان ۹۹٪ جمعیت شهرستان نیشابور را تشکیل می‌دهند که مذهب شیعه دوازده امامی اکثریت و شیعه اسماعیلی اقلیت است. مسیحی‌ها %۰۱۶/۰ و زرتشتی‌ها %۰۳/۰ پیروان سایر ادیان در شهرستان نیشابور هستند

## زبان و گویش
This template is currently non-functional due to T39256.

در مورد گویش پارسی زبانان نیشابور این مقاله‌ها را ببینید:گویش نیشابوری، لهجه نیشابوری
گویش پارسی زبانان این شهرستان گویشی منحصر بفرد و خاص بین پارسی زبانان دیگر مناطق است. در این گویش کلمات اصیل فارسی و پهلوی به وفور دیده می‌شود. همچنین زبان بُلوچی‌های نیشابوری و کردی گویش کرمانجی و ترکی نیشابوری در شهرستان نیشابور رایج است.

## جغرافیای انسانی

### جمعیت
بر پایه سرشماری سال ۱۳۹۵ خورشیدی، جمعیت شهرستان نیشابور ۴۵۱٬۷۸۰ نفر است که و سی‌امین شهرستان پرجمعیت ایران است و همچنین پس از شهرستان مشهد در استان خراسان رضوی و شهرستان زاهدان در استان سیستان و بلوچستان، رتبه سوم را در شهرستان‌های کرانه شرقی ایران و همچنین رتبه دوم را در میان شهرستان‌های استان‌های سه‌گانه خراسان (خراسان شمالی، خراسان رضوی و خراسان جنوبی) برخوردار است.

## کشاورزی، دامداری و ماهی‌پروری
حدود ۷۶ گونهٔ فرآوردهٔ کشاورزی در شهرستان نیشابور کشت می‌شود که از این میان باقلا، ریواس، آلو، سیب و سبزی‌های نیشابور شهرت دارند. مهم‌ترین فراورده‌های کشاورزی در شهرستان نیشابور گندم، جو، ذرت، پنبه، گیاهان خوراکی (باقلا، عدس، لپه، ماش، نخود)، سبزی‌ها (تره، ریحان، جعفری، ترخون و شنبلیله) و میوه‌های تابستانی می‌باشد.

کاشت ویژهٔ باقلا موجب شده تا برخی غذاهای محلی در این منطقه با این گیاه پخته شوند. حدود ۹۰ درصد تولید باقلا در استان، در نیشابور انجام می‌گیرد. ریواس و شربت آن یکی از ره‌آوردهای نیشابور شمرده می‌شود. در خرداد ۱۳۹۵، ۱ میلیون و ۱۰۰هزار تن ریواس در شهرستان نیشابور برداشت شد. در حدود ۷۰۰ هکتار در شهرستان نیشابور، سبزی کشت می‌شود. 

در خرداد ۱۳۹۵ بیان شد که بیشتر فرآورده‌های صادراتی کشاورزی نیشابور به‌دست واسطه‌ها انجام می‌گیرد که نتیجهٔ آن، صدور به‌نام غیر است. همچنین میانگین عملکرد تولید در بیشتر فرآورده‌ها، کمتر از یک‌سوم و حتی یک‌چهارمِ عملکردِ نمونه بیان شده است؛ روش‌های غیراصولی کشاورزان، منابع آب زیرزمینی نیشابور را بحرانی کرده است.

فرآورده‌های کشاورزی در شهرستان نیشابور در ۱۳۹۲، ۶۴۲ هزار تن بود و ارزش اقتصادی کل تولیدات زراعی، باغی و دامی شهرستان، سه هزار و ۵۴۰ میلیارد ریال است که ۱۰ درصد ارزش تولیدات استان است.

یک شرکت تعاونی دامداری در نیشابور با ۱۵۴۰ نفر عضو، ۲۲ هزار رأس دام و ۲۴ واحد دامداری در پوشش دارد. در سال ۱۳۹۲، ۷۰ هزار راس گاو و گوساله، ۷۰۰ هزار راس گوسفند و بز، ۲۱ هزار کلنی زنبور عسل، یک میلیون و ۵۰۰ هزار قطعه ظرفیت مرغداری‌ها و تولید حدود ۱۰ تن گوشت مرغ؛ نیشابور را به‌عنوان قطب دامداری استان مطرح کرد. مدیر جهاد کشاورزی نیشابور در بهمن ۱۳۹۴ از توسعهٔ کشت نشایی و گلخانههای در نیشابور به‌دلیل خشکسالی سال‌های گذشته و بی سامانی مصرف آب خبر داد.

شهرستان نیشابور، منابع آبی مناسب برای پرورش ماهی دارد و ادارهٔ شیلات آن فعال است؛ هزار و ۱۵۸ حلقه چاه، ۶۱۷ رشته چشمه و قنات، ۲۰ رودخانه دائمی و سه بند خاکی دارد. در سال ۱۳۸۹ بیان شد که سالانه ۳ هزار و ۱۱۲ تن ماهی سردآبی و گرم‌آبی در نیشابور تولید می‌شود.

## مراکز درمانی
| نام بیمارستان و مراکز درمانی | سال تأسیس                                        | مالکیت      | نشانی وبگاه                      |
| ---------------------------- | ------------------------------------------------ | ----------- | -------------------------------- |
| بیمارستان حکیم               | میدان باغرود ابتدای بلوار باغرود                 | ۱۳۸۲        | وزارت بهداشت درمان و آموزش پزشکی |
| بیمارستان ۲۲ بهمن            | خ امام خمینی، جنب باغ ملی                        | ۱۳۵۲        | وزارت بهداشت درمان و آموزش پزشکی |
| بیمارستان قمر بنی هاشم       | خ امام خمینی، جنب مرکز خرید قریشی                | ۱۳۶۵        | خیریه قمر بنی هاشم               |
| بیمارستان خیام               | بلوار دانشگاه، بلوار مقاومت، جنب دانشگاه کشاورزی | در حال ساخت | وزارت بهداشت درمان و آموزش پزشکی |
| بیمارستان رضا                | بلوار جانبازان، جنب اداره استاندارد              | در حال ساخت | سپاه پاسداران انقلاب اسلامی      |
| مرکز درمانی هلال احمر        | تقاطع جهاد، ابتدای بلوار جهاد                    | ۱۳۲۵        | سازمان هلال احمر ایران           |
| مرکز درمانی موسی ابن جعفر    | خ کمال نبش کمال ۸                                | ۱۳۷۶        | خیریه موسی ابن جعفر              |
| مرکز درمانی سجاد             | خ فردوسی شمالی، خ نرگس                           | ۱۳۸۵        | نیروی انتظامی                    |
| مرکز درمانی فرهنگیان         | خ فردوسی شمالی                                   | ۱۳۹۰        | وزارت آموزش پرورش                |

## نگارخانه

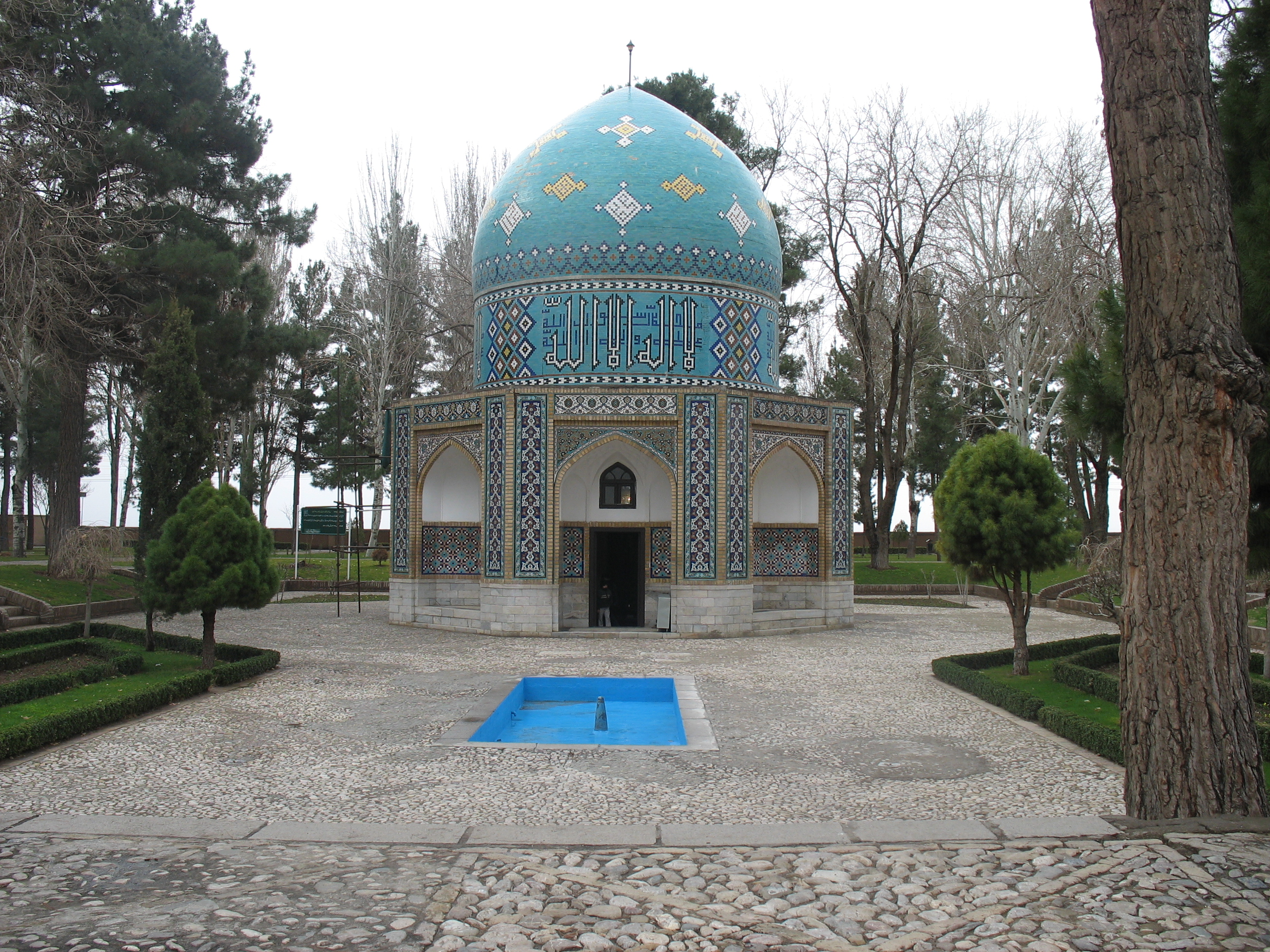
آرامگاه عطار نیشابوری در شهر نیشابور.
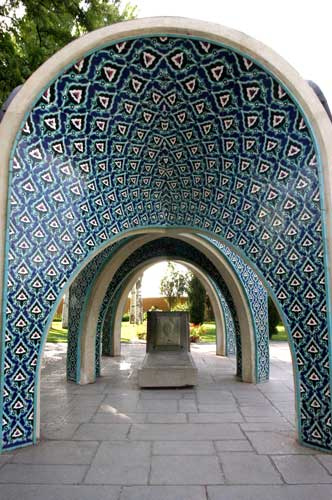
آرامگاه کمال الملک در شهر نیشابور.
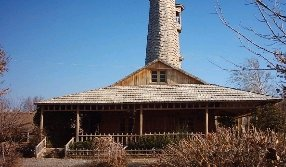
مسجد چوبی که در دهکده چوبین نیشابور است.
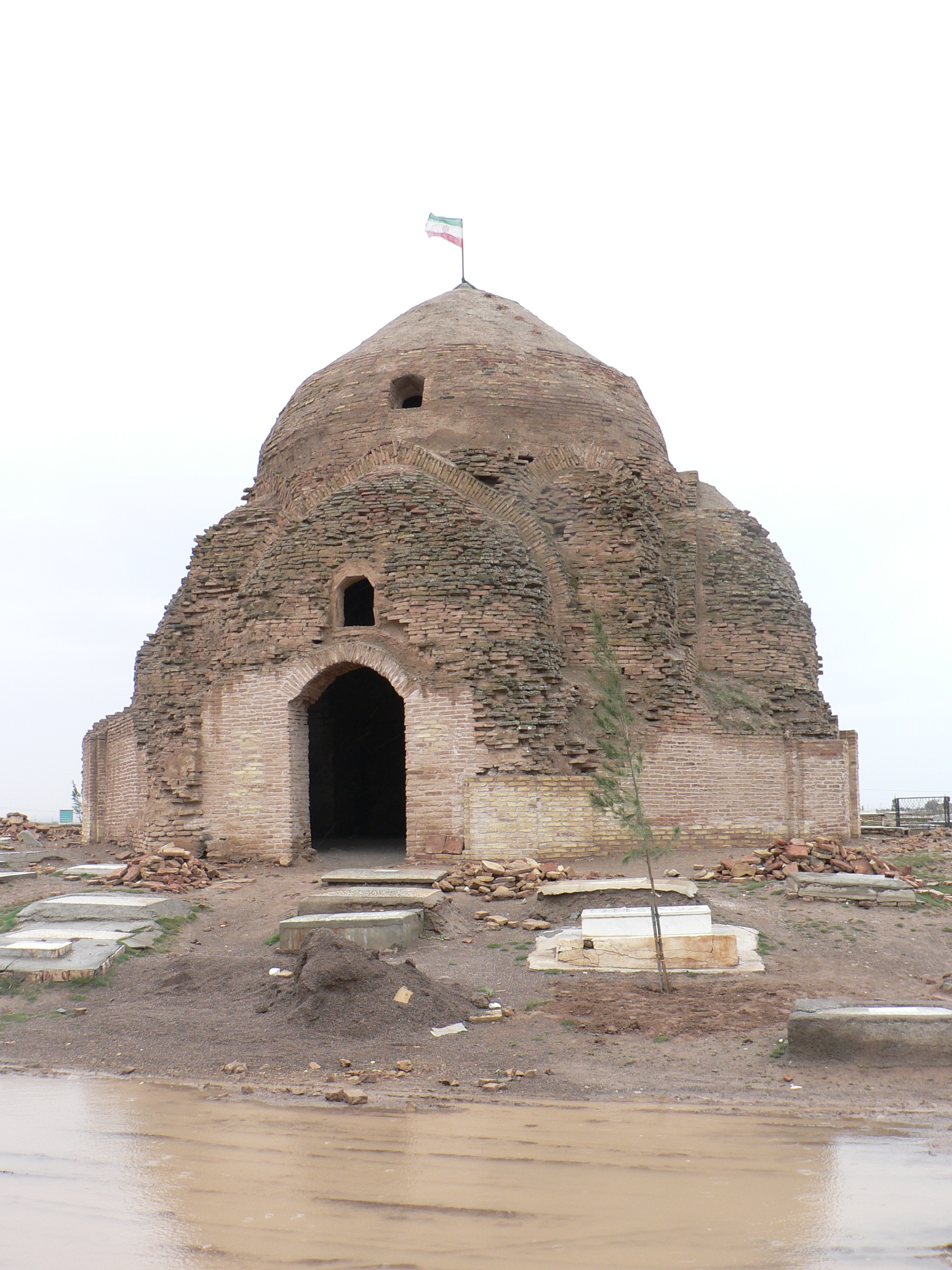
مزار شهمیر، بنایی به جا مانده از دوران سلجوقی. گمان بر این است که این بنا مکان مقدسی برای زرتشتیان بوده است.
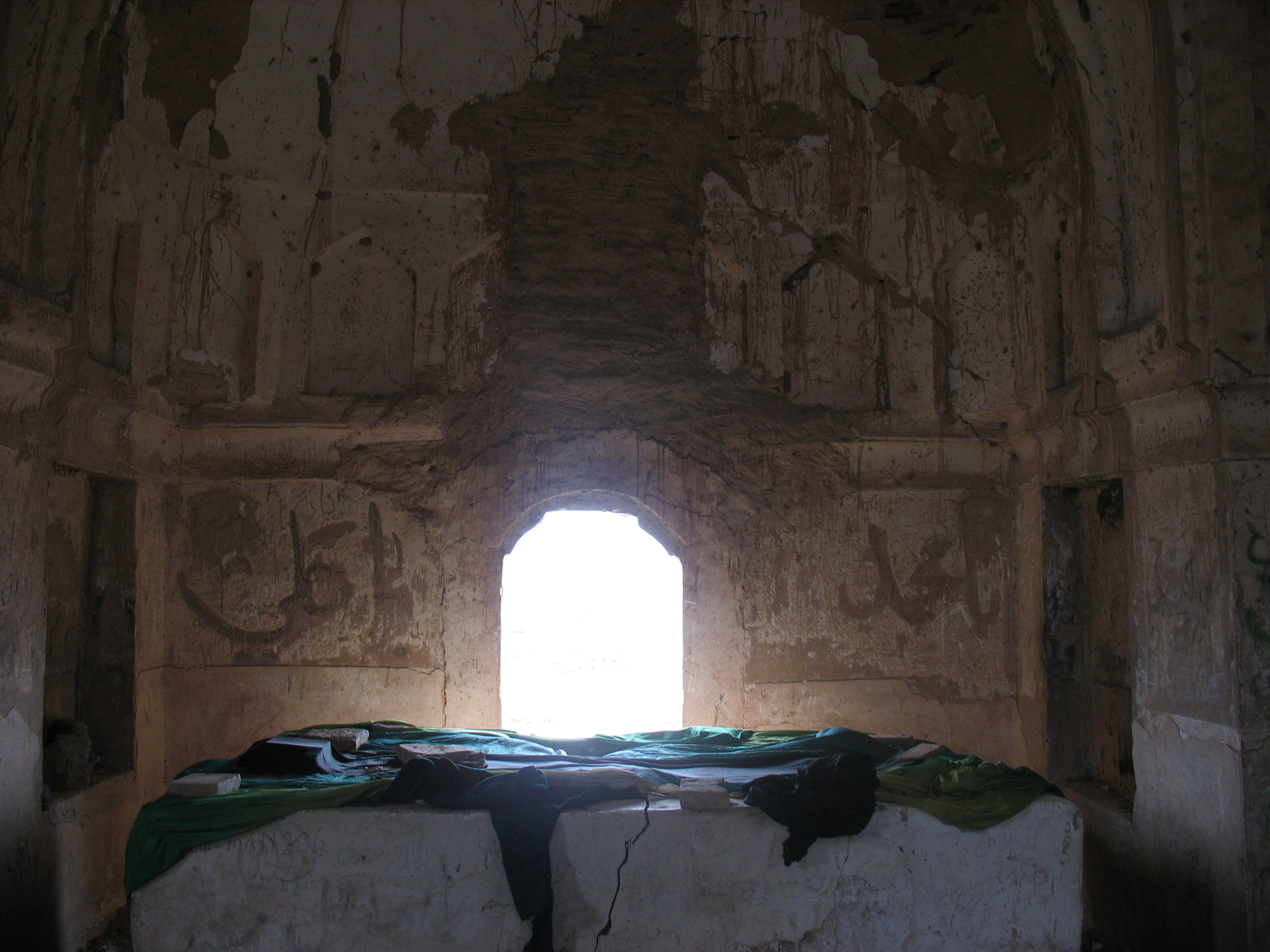
درون مزار شهمیر.
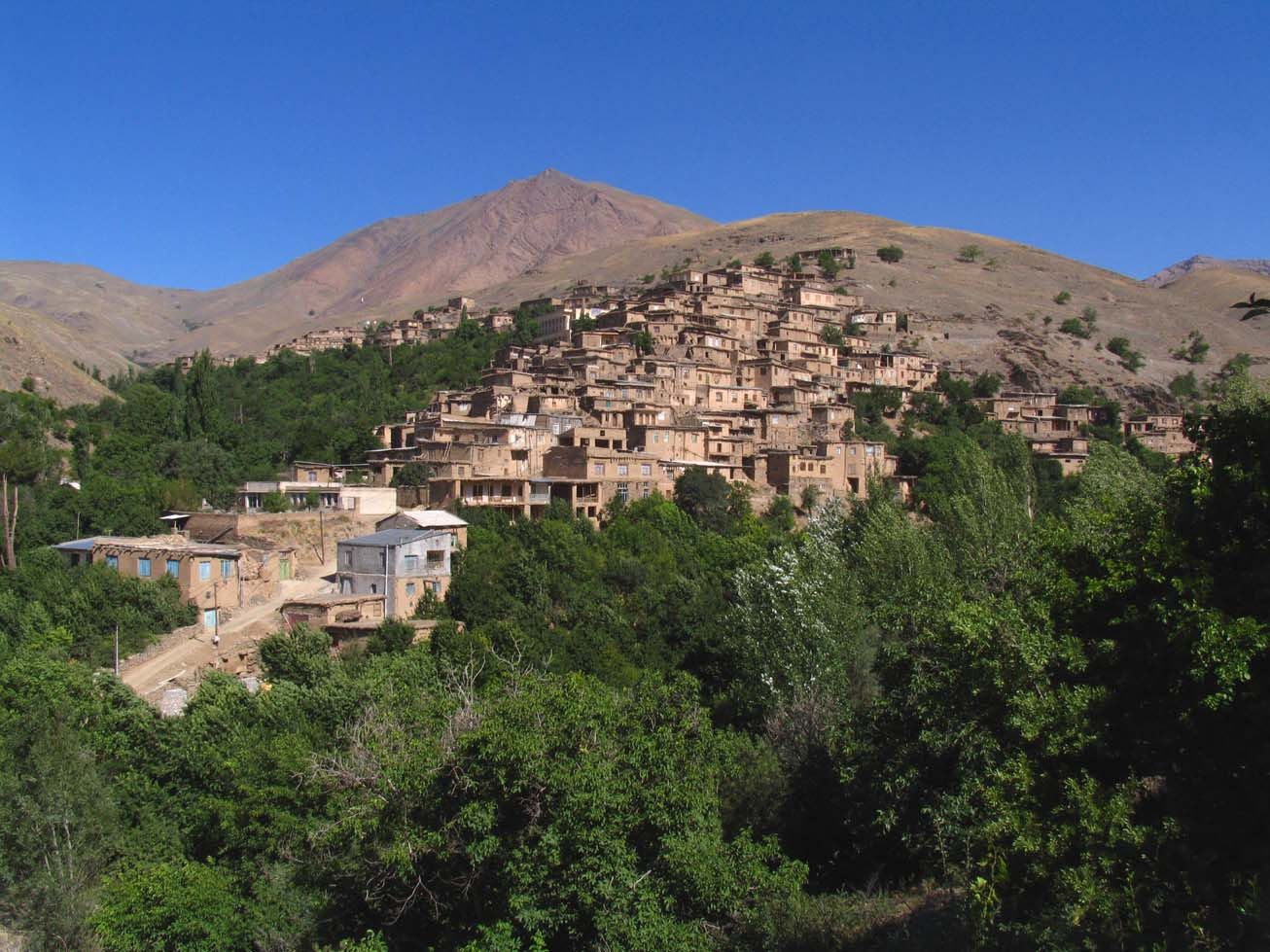
دیزباد.
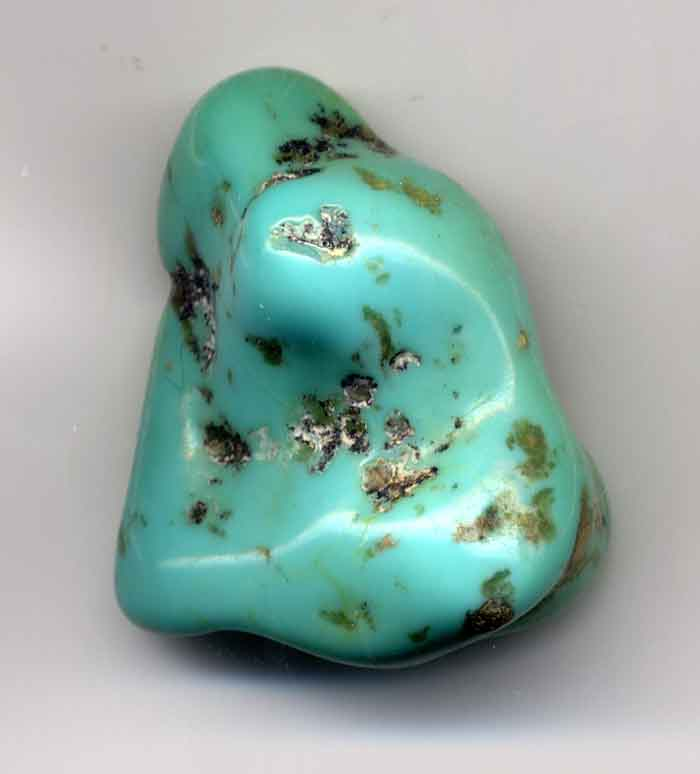
فیروزه معروف‌ترین ره آورد شهر و شهرستان نیشابور.
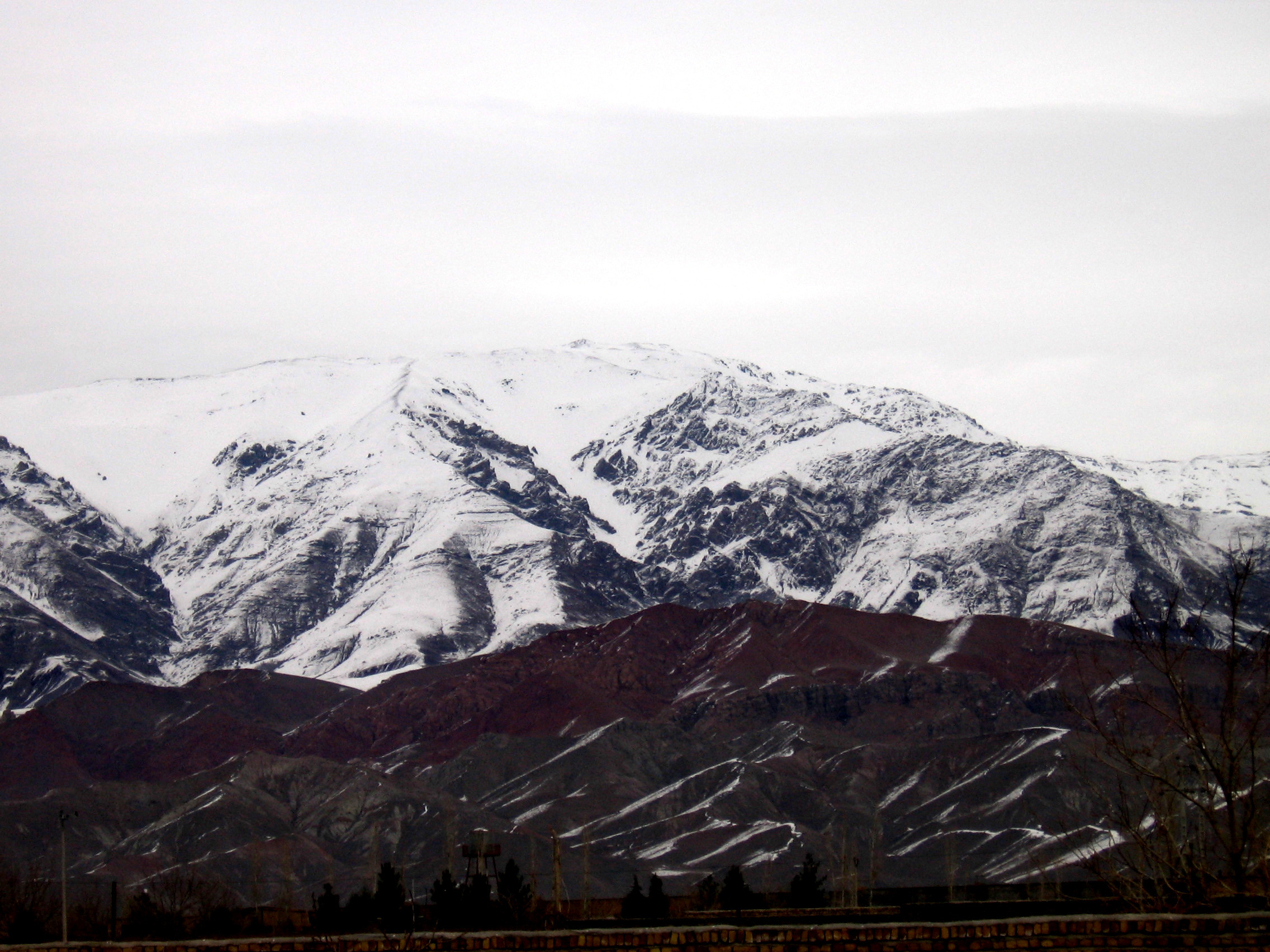
کوه بینالود